# Оболенки
Оболенки (Мамонтовские выселки) — деревня в Михайловском районе Рязанской области России.

## История
Деревня образована в XIX поселенцами из Горностаевского района.
До 1924 года деревня входила в состав Мишинской волости (Печерниковской) Михайловского уезда Рязанской губернии.

## Население
| 1929 | 2010 |
| ---- | ---- |
| 528  | ↘6   |